# Арменски геноцид
Арменският геноцид (на арменски: Հայոց Ցեղասպանութիւն), наричан още арменски холокост, е геноцид, провеждан умишлено и систематично от Османската империя в края на XIX век, по време на Първата световна война и малко след това над арменското население в Източна Турция. Арменският геноцид се характеризира с масови кланета и насилствена масова депортация на над 1 000 000 арменци, извършени от младотурските власти в периода 1915 и 1918 г. Репресиите срещу арменското население обаче започват още от края на ХІХ век (виж Арменски кланета). Жертвите през този първи период са около 300 000 души.
Геноцидът се описва също и с арменската дума агхет, „невъобразимо престъпление“ или „голяма катастрофа“.
Между 1895 и 1921 г. са избити 1 543 271 мъже, жени и деца, много други са изселени.
Паралелно с арменския геноцид, османските, и по-късно младотурските власти, провеждат масово прочистване и на други християнски общности – гръцката (вж. Понтийски гръцки геноцид) и асирийската (вж. Асирийски геноцид)
Република Турция, наследник на Османската империя, възразява срещу използването на термина „геноцид“, за описване на събитията по това време, и не признава каквато и да било отговорност на турския народ, или на османската и турската администрация за тези събития. Сходна на турската позиция декларира и днешен Азербайджан.
През последните години се засилват призивите в световен мащаб за международно признаване на арменския геноцид, както и признаване от страна на турското правителство за случилото се. От 2007 г. 22 страни декларират официалното признаване на събитията от този период като геноцид, също както тях, тази гледна точка се приема и от болшинството изследователи и историци. Повечето членове на арменските общности по целия свят са оцелели от арменски геноцид, както и техните потомци.
Паметта на жертвите на арменския геноцид се почита всяка година на 24 април. На 24 април 2015 година, във връзка с отбелязване на 100-годишнината на събитието, българското Народно събрание приема декларация, с която признава „масовото изтребление“ на арменци.

## Първи погром над арменците
През 1890 г. в Османската империя живеят 2,5 милиона арменци. Руската империя подкрепя арменската общност и техните опити за автономия, тъй като по този начин Русия цели да отслаби османската държава. Поради бързото разрастване на движението за автономия султан Абдул Хамид II предприема действия, с които да задържи властта си над териториите, населени с арменци.
В опитите си да разпали конфликт, Високата порта подстрекава кюрдското население срещу своите съседи – арменците. След кланетата от страна на кюрдите арменците вдигат въстание, което е потушено от редовен турски аскер и кюрдски башибозук. По време на потушаването на въстанието през 1894 година загиват 50 000 арменци, запалени са много села. Степента на вина на турското правителство в тези събития не е добре изяснена и е предмет на спорове, но е безспорно, че зверствата срещу арменската общност се извършва с мълчаливото съгласие на османската власт. Две години по-късно арменски революционери завземат сградата на Отоманската банка в Цариград, за да привлекат вниманието на международната общност към положението на сънародниците си в Османската империя.

## Втори погром над арменците
Русия и Турция влизат в Първата световна война като неприятели. Турските власти смятат арменците в страната като руска „пета колона“. През февруари 1915 година всичките 60 000 мобилизирани арменски войници са затворени в трудови лагери и след това са избити. Арменците, намиращи се в непосредствена близост до фронта, както и други от вътрешността на страната, тръгват да бягат пеша през негостолюбивите пустинни земи на Сирия и Месопотамия.
Според други източници, те са били насилствено депортирани в кервани и обкръжени от турски войници, след което са избивани целенасочено по пътя и в лагерите, вкл. чрез глад.
Голям брой арменци са убити, а оцелелите след края на войната не могат да се завърнат по родните си домове. Тези арменци емигрират в руската част на Армения или Западна Европа, Северна Америка и Австралия.
Споровете между Армения и Турция за събитията около арменския геноцид все още не са приключили. Армения твърди, че събитията, довели до погрома над арменците, са много добре планирани от страна на турската власт и това дава основание да бъдат класифицирани като геноцид. Това стаановище на арменската държава от 1985 и 1986 г. е прието и от международната общност в лицето на ООН, година по-късно и от Европейския парламент. От друга страна Турция все още твърди, че събитията от Първата световна война не са геноцид, а че просто някои турски военни са „отишли малко по-далече в действията си“. През втората половина на 20 век някои арменски организации неуспешно се опитват, чрез терористични нападения, да принудят Турция да промени становището си относно арменския геноцид.
По време на геноцида международната общност е знаела за тези събития, но въпреки това малцина реагират. Протестира американският посланик в Турция, Хенри Моргентау, има сведения и за протести от българска страна. По-подробно изложение на въпросите, свързани с арменския геноцид, са дадени от американския историк
В. Дадърян.
Във връзка с преговорите на Турция за членство в Европейския съюз, въпросът за признаването от турската страна на арменския геноцид е актуален и отново е на вниманието на европейските държави. Въпросът беше повдигнат и от известния турски писател-нобелист Орхан Памук, който в началото на 2005 година се изказа в един турски седмичник, че Турция е отговорна за геноцида над арменците, в който са убити над един милион души. Това изявление поражда лавина от недоволство и искания за линчуване на писателя в Турция, разрази буря в Европейския съюз и активизира отново натиска на Армения и арменските организации по света за признаване на геноцида. Заради своите изявления Орхан Памук е съден за уронване на турската национална чест и престижа на турската армия. В края на декември Памук е оправдан по предявените му обвинения и е освободен от ареста на 22 януари 2006 година.

## Признаване на арменския геноцид
През 2004 година Канада първа приема и прилага закон, според който отричането на Арменския геноцид е наказуемо. На 12 октомври 2006 френският Парламент приема Закон за криминализиране отричането на Арменския геноцид, според който всеки отричащ съществуването му подлежи на лишаване от свобода.
Група юристи от САЩ се опитват да намерят справедливо решение на направените застраховки „Живот“ от арменци, живели в Османската империя и Турция в периода 1880 – 1930 г. Няколко американски и френски застрахователни дружества, вследствие на заведените дела срещу тях, вече изплатиха или са в процес на изплащане на компенсации на притежателите на такива застраховки или на техните наследници. Турция е искала да изземе тези застраховки след избиване на арменците, но не ги е получила. Днес те се връщат на правоимащите – законните наследници на избитите арменци. Процесът на възстановяване на арменските застраховки, направени депозити и заграбено имущество е в успешен ход, въпреки оказваното и до днес турско противодействие.
Арменският геноцид официално е признат от: Европейския парламент, от Комисията по външни отношения на Камарата на представителите на САЩ, от Комисията по външни отношения на Конгреса на САЩ, а също и от от държавите: Аржентина, Австралия, Армения, Белгия, Ватикана, Венецуела, Гърция, Италия, Канада, Кипър, Ливан, Литва, Полша, Русия, Словакия, Сирия, Уругвай, Франция, Холандия, Швеция, Швейцария, Чили, от регионите: в Австралия – щатите Южна Австралия и Нов Южен Уелс, в Бразилия – Сеара и Сао Пауло, във Великобритания – Шотландия, Северна Ирландия и Уелс, в Италия – много общини гласуват признаването на геноцида, в Испания – Баска автономна област и Каталуния, в Канада – Онтарио и Квебек, в Украйна – Крим.
в САЩ 42 от 50-те щата са признали официално арменския геноцид, а именно:
Аляска, Аризона, Арканзас, Калифорния, Северна Каролина, Южна Каролина, Колорадо, Кънектикът, Северна Дакота, Делауеър, Флорида, Джорджия, Хавай, Айдахо, Илинойс, Канзас, Кентъки, Луизиана, Мейн, Мериленд, Масачузетс, Мичиган, Минесота, Мисури, Монтана, Небраска, Невада, Ню Хемпшир, Ню Джърси, Ню Мексико, Ню Йорк, Охайо, Оклахома, Орегон, Пенсилвания, Роуд Айлънд, Тенеси, Юта, Върмонт, Вирджиния, Вашингтон, Уисконсин. На 12 декември 2019 година Сенатът на САЩ признава официално арменския геноцид.
В Турция лауреатът на Нобелова награда за литература Орхан Памук заявява в печата, че: „Никой не смее да го каже, но аз го казвам – турците са избили 1 000 000 арменци и 30 000 кюрди.“, а през 2008 г. 200 турски интелектуалци подписват петиция, с която се извиняват за етническото прочистване на арменците в Първата световна война, подписана за кратко време от още 29 000 души. През 2012 – та Хасан Джемал – внукът на един от организаторите на геноцида Ахмед Джемал Паша, издава книгата „1915:Арменския геноцид“, зовяща Турция да признае геноцида. Арменският геноцид се признава и от някои нетурски ислямски фундаменталисти.
През 2016 г. германският парламент одобри резолюция, с която признава масовите убийства на арменци от османските турци по време на Първата световна война за „геноцид“. От своя страна турският президент Реджеп Таип Ердоган заяви, че резолюцията сериозно ще засегне турско-германските отношения и че първата стъпка на Анкара е да повика за консултации в Турция посланика си в Германия.

### В България
През 2006 година партия Атака внася проекторешение за признаване на Арменския геноцид за гласуване в XL народно събрание, но предложението е отхвърлено.
През 2008 година, след като българският парламент не успява да приеме декларация за осъждането на Арменския геноцид, общинските съвети на няколко български града гласуват за признаване и осъждане на геноцида; сред тях са Пловдив, Бургас, Русе, Стара Загора, Пазарджик, Шумен. Тези решения на местната власт в Република България представляват проява на националния ѝ суверенитет, но въпреки това срещат враждебни актове от страна на турската власт – отмяна на побратимявания между български и турски градове, бойкот на съвместни мероприятия, както и откъслечни вандалски действия, несъвместими с добрия тон в политиката и междудържавните отношения.
В България Общинските съвети на: Бяла Слатина, Бургас, Варна, Видин, Добрич, Карлово, Лясковец, Пазарджик, Пловдив, Русе, Силистра, София, Стара Загора, Шумен и Ямбол официално са признали извършения над арменците геноцид.
Процесът по официалното признаване в България започна с гласуваните декларации от общинските съвети в градовете Пловдив, Русе, Бургас, Варна и Силистра, които признаха за геноцид масовите убийства на арменци, някои от които го сториха още при кабинета на тройната коалиция и – въпреки острите реакции на ДПС и на турското консулство в България. Общинският съвет на Ямбол дори се отмята от приетата декларация, изтъквайки икономически причини.
На 24 април 2015 г. Българският парламент признава „масово изтребление“, (а не „геноцид“) над арменците

## Памет
Всяка година арменците по света и в Армения отбелязват с факелни шествия и манифестации деня на геноцида и призовават Турция да го признае. Пример за това е 90-годишнината през 2005 г., когато в столицата Ереван стотици хиляди хора се събират на мемориала. По същото време има протести и в Лос Анджелис, където живее голяма арменска общност.

### Мемориалът в Ереван
През 1965 г., по случай 50-годишнината от геноцида, е построен паметник по проект на архитектите Калашян и Мъгърдичян на хълма „Цицернакаберд“ над река Храздан. Обелискът е висок 44 метра и символизира прераждането на арменците, а 12-те блока, поставени в кръг, представляват 12-те обезлюдени арменски области в днешен Източен Анадол, който отчасти съвпада с историческата Западна Армения. Вътре в кръга гори вечен огън. От паметника започва парк със стена дълга 100 метра, на която са написани имената на областите, за които се знае, че са извършвани кланета. В края на този парк през 1995 г. е отворен малък музей с информация за събитията, както и снимки от немски фотографи (Турция е съюзник на Германия по време на Първата световна война) и публикации за геноцида на различни езици. Около музея има посадени дървета от различни държавници, които са го посетили.